# 아니사 켈파위
아니사 켈파위(아랍어: انيسة خلفاوي, Anissa Khelfaoui, 1991년 8월 29일 ~ )는 알제리의 플뢰레 펜싱 선수이다. 2012년 하계 올림픽에서 그녀는 여자 플뢰레 개인전에 출전하였으나 64강에서 우크라이나의 올가 렐레이코에게 4-15로 패하며 탈락하였다.